# Schjølberg Nilsen
Schjølberg Nilsen, även med namnet Schjølberg Nilsen Niøs, född 1904 i Risøyhamn i Vesterålen, död 1980 i Nøss 1980, båda orterna på Andøy, var en norsk fångstman och arktisk övervintrare.
Nilsen var välkänd fångstman och övervintrare med sju övervintringar på Svalbard och en på Grönland. Han deltog i Maudheimexpeditionen 1949 som kock fram till sommaren 1950-51, då han på grund av sjukdom måste återvända hem med expeditionsfartyget "Norsel".